# La Bassée

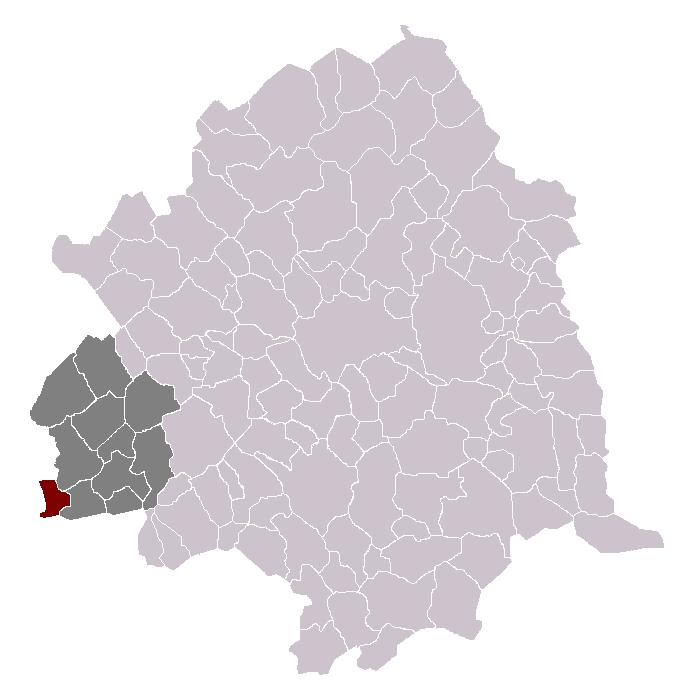
Ubicació de La Bassée dins del cantó i el districte

La Bassée és un municipi francès, situat a la regió dels Alts de França, al departament del Nord. L'any 2006 tenia 5.888 habitants. Limita al nord amb Lorgies, al nord-est amb Illies, a l'est amb Salomé, al sud-est amb Marquillies, al sud amb Haisnes i Douvrin i a l'oest amb Violaines.

## Demografia
| 1962                                       | 1968  | 1975  | 1982  | 1990  | 1999  | 2006  |
| ------------------------------------------ | ----- | ----- | ----- | ----- | ----- | ----- |
| 5.355                                      | 5.463 | 6.025 | 6.319 | 6.017 | 5.914 | 5.888 |
| Des de 1962: població sense dobles comptes |       |       |       |       |       |       |

## Administració
| Període   | Identitat       | Partit |
| --------- | --------------- | ------ |
| 1977-2001 | Norbert Bommart | PS     |
| 2001-     | Philippe Waymel | UMP    |